# 石川県済生会金沢病院
石川県済生会金沢病院（いしかわけんさいせいかいかなざわびょういん）は、社会福祉法人恩賜財団済生会支部石川県済生会が石川県金沢市赤土町に設置する病院。

## 診療科
- 内科
- 脳神経内科
- 循環器内科
- 呼吸器内科
- 消化器内科
- 外科
- 整形外科
- 脳神経外科
- 心臓血管外科
- 泌尿器科
- 眼科
- リウマチ科
- リハビリテーション科
- 麻酔科
- 放射線科
- 小児科

## 医療機関の指定・認定
（下表の出典）
| 保険医療機関                                   |
| 労災保険指定医療機関                           |
| 指定自立支援医療機関(更生医療)                 |
| 指定自立支援医療機関(精神通院医療)             |
| 身体障害者福祉法指定医の配置されている医療機関 |
| 生活保護法指定医療機関                         |
| 結核指定医療機関                               |
| 戦傷病者特別援護法指定医療機関                 |
| 原子爆弾被害者一般疾病医療取扱医療機関         |
| 公害医療機関                                   |
| 肝疾患診療連携拠点病院                         |
| 特定疾患治療研究事業委託医療機関               |
| DPC対象病院                                    |
| 無料低額診療事業実施医療機関                   |

- 救急告示病院（二次救急）[2]
- 公益財団法人日本医療機能評価機構認定病院[3]
- このほか、各種法令による指定・認定病院であるとともに、各学会の認定施設でもある。

## 交通アクセス
- JR北陸新幹線・IRいしかわ鉄道線「金沢駅」から[4]
  - 西口7番のりば　北陸鉄道バス52示野線乗車、「済生会病院前」停留所下車（所要時間25分）
  - 東口11番のりば　北陸鉄道バス56西部緑地公園線乗車、「済生会病院前」停留所下車（所要時間41分）